# Данциг (административный округ)
Административный округ Данциг (нем. Regierungsbezirk Danzig) — административно-территориальная единица второго уровня в Пруссии, существовавшая в 1815—1919 годы. 
Округ один из двух округов провинции Западная Пруссия. Административный центр округа располагался в городе Данциг. Сегодня территория бывшего округа целиком расположена в Польше.

## Положение
Данцигский правительственный округ на севере омывался Балтийским морем, на востоке граничил с округом Кёнигсберг провинции Восточная Пруссия, на юге — с округом Мариенвердер провинции Западная Пруссия, на западе — с округом Кёслин провинции Померания.

## История
Данцигский округ был образован в прусской провинции Западная Пруссия 1815 году в ходе административной реформы, проведённой после Венского конгресса. В 1820 году на территории округа были образованы восемь районов (включая один городской): город Данциг, Данциг-Ланд, Берент, Эльбинг, Картхаус, Мариенбург, Нойштадт-ин-Пройсен, Пройсиш-Штаргард.
В 1874 году из состава Эльбингского района был выделен город Эльбинг в самостоятельный городской район. В 1887 году сельский район Данциг был разделён на районы Данцигер-Хёэ, Данцигер-Нидерунг и Диршау (с присоединением части территории района Пройсиш-Штаргард). Также из района Нойштадт-ин-Пройсен был выделен район Путциг.
В 1820 году население округа Данциг составляло 274 985 человек. В последующие годы наблюдался высокий рост населения. В 1850 году в округе проживало уже 412 547 человек, а в 1905 году — 709 312 жителей.
По решениям Версальского договора основная часть Данцигского округа 1 января 1920 года была передана в состав Польской республики для создания «польского коридора», в результате чего округ прекратил своё существование. Части районов Берент, Данцигер-Хёэ, Диршау, Картхаус, Нойштадт-ин-Вестпройсен, Путциг и Пройсиш-Штаргард отошли Польше и вместе с районами соседнего округа Мариенвердер и небольшой части района Найденбург округа Алленштайн провинции Восточная Пруссия, также отошедшими Польше, образовали там новое Поморское воеводство.
Из частей районов Берент, Данцигер-Хёэ, Данцигер-Нидерунг, Диршау, Эльбинг-Ланд, Картхаус, Мариенбург и Нойштадт-ин-Пройсен, а также города Данцига был создан город-государство Вольный город Данциг под управлением Лиги Наций.
Части районов Данцигер-Нидерунг, Эльбинг-Ланд и Мариенбург, а также целиком городской район Эльбинг остались в составе Пруссии. Из них был образован новый административный округ Западная Пруссия, который был передан в состав провинции Восточная Пруссия. Оставшиеся в составе Пруссии части районов Картхаус, Нойштадт-ин-Пройсен и Путциг были переданы в состав районов Бютов и Лауэнбург административного округа Кёслин провинции Померания.
После оккупации Польши войсками вооружённых сил нацистской германии (вермахт) и образовании рейхсгау Данциг — Западная Пруссия в Третьем рейхе был снова воссоздан округ Данциг, границы которого отличались от одноимённого прусского округа.

## Административное деление
| 1818—1887 Городские районы - город Данциг - город Эльбинг (с 1874) Сельские районы - Берент - Данциг - Картхаус - Мариенбург-ин-Вестпройсен - Нойштадт-ин-Вестпройсен - Пройсиш-Штаргард - Эльбинг | 1887—1919 Городские районы - город Данциг - город Эльбинг Сельские районы - Берент - Данцигер-Хёэ - Данцигер-Нидерунг - Диршау - Картхаус - Мариенбург-ин-Вестпройсен - Нойштадт-ин-Вестпройсен - Пройсиш-Штаргард - Путциг - Эльбинг |

## Главы округа
Главой округа в Пруссии являлся «регирунгспрезидент» (нем. Regierungspräsident). В разные годы во главе округа стояли:
| 1816—1819: Генрих Теодор фон Шён (1773—1856) 1819—1825: Теодор Николовиус (1768—1831) 1825—1840: Йоханн Карл Роте (1771—1853) 1841—1863: Роберт фон Блюменталь (1806—1892) 1863—1868: Роберт фон Приттвитц-унд-Гаффрон (1806—1889) 1868—1876: Густав фон Дист (1826—1911) 1876—1878: Отто фон Хоффман (1833—1905) | 1878—1881: Генрих фон Ахенбах (1829—1899) 1881—1883: Вильгельм фон Зальцведель (1820—1882) 1883—1887: Антон Роте (1837—1905) 1887—1890: Адольф фон Хеппе (1836—1899) 1890—1902: Фридрих фон Хольведе (1841—1921) 1902—1909: Ярослав фон Яроцки (1851—1928) 1909—1918: Лотар Фёстер (1865—1939) |